# Federico de Schomberg
Friedrich Hermann (o Frédéric-Armand), I duque de Schomberg (originalmente Schönberg) (diciembre de 1615 o enero de 1616 - 11 de julio de 1690), fue tanto mariscal de Francia como general inglés "de todos los ejércitos de su Majestad".

## Biografía
Descendiente de una antigua familia del Palatinado, nació en Heidelberg. Sus padres fueron Hans Meinard von Schönberg (1582-1616) y Anne, hija de Edward Sutton, quinto Barón de Dudley. Huérfano a los pocos meses de su nacimiento, fue educado por varios amigos, entre ellos Federico V, Elector Palatino, a cuyo servicio había estado su padre. Empezó su carrera militar bajo las órdenes de Federico Enrique de Orange-Nassau, y pasó en 1634 al servicio de Suecia y, posteriormente, al de Francia en 1635. Su familia y la casa aliada de Sajonia-Schönberg ya había conseguido eminencia en Francia.
Tras un tiempo se retiró a la finca de su familia en Geisenheim en el Rin, pero en 1639 se reincorporó al ejército holandés, en el que, aparentemente, aparte de algún intervalo en Geisenheim, se mantuvo hasta 1650. Después se alistó en el ejército francés como oficial general (maréchal de camp), bajo el mando de Turenne en las campañas contra Condé, y sería nombrado teniente general en 1665, recibiendo una rápida promoción quizás en parte causada por su parentesco con Charles de Schomberg.
Después de la paz de los Pirineos (1659), la independencia de Portugal estaba amenazada por España, y Schomberg fue enviado como consejero militar a Lisboa con el apoyo secreto de Carlos II de Inglaterra. Luis XIV de Francia, para no violar el tratado firmado con España, privó a Schomberg de sus oficiales franceses. Tras muchas dificultades en las tres primeras campañas causadas por la insubordinación de oficiales portugueses, Schomberg consiguió la victoria en Montes Claros el 17 de junio de 1665 sobre el ejército español mandado por Luis de Benavides Carrillo, Marqués de Caracena.
Tras participar con su ejército en la revolución que depuso al rey Alfonso VI de Portugal en favor de su hermano Pedro, y terminar la guerra con España, Schomberg volvió a Francia, se nacionalizó francés y compró el señorío de Couber cerca de París. Había sido recompensado por el rey de Portugal, en 1663, con el título de conde de Mértola y una pensión de f5000 por año. En 1673 fue invitado por Carlos de Inglaterra, con vista a que tomara el mando de su ejército, pero la opinión general fue tan contraria a su nombramiento, a causa de su influencia francesa, que finalmente no se llevó a efecto.
Por tanto entró de nuevo al servicio de Francia. Su primeras operaciones en Cataluña no tuvieron éxito debido a la desobediencia de sus subordinados y a la rudeza de sus tropas, pero se recuperó del error de 1674 retomando el Fuerte de Bellegarde en 1675. Para entonces había ascendido a mariscal, siendo incluido en la promoción que siguió a la muerte de Turenne. La corriente se había vuelto ahora contra los hugonotes, y los méritos de Schomberg habían sido ignorados durante mucho tiempo por ser de confesión protestante. La revocación del Edicto de Nantes (1685) le hizo dejar su país adoptivo.
Finalmente fue nombrado general en jefe de las fuerzas del elector de Brandeburgo, y en Berlín fue el líder reconocido de miles de hugonotes refugiados allí. Poco después, con el consentimiento del elector, se unió al príncipe de Orange en su expedición a Inglaterra en 1688, como segundo a mando del príncipe. Al año siguiente fue hecho caballero de la Orden de la Jarretera, se creó el Ducado de Schomberg, fue nombrado General en jefe de Suministros y recibió de la Cámara de los Comunes una asignación de 100.000 libras para compensarle por la pérdida de su patrimonio francés, del cual Luis le había privado.
En agosto fue nombrado comandante en jefe de la expedición de la Guerra Guillermita de Irlanda contra los partidarios jacobitas de Jaime II de Inglaterra. Una vez capturado Carrickfergus, marchó sin oposición por un país desolado hacia Dundalk, pero, debido a que la mayoría de sus soldados eran bastos e indisciplinados a la vez que inferiores en número a los del enemigo, estimó imprudente arriesgarse en una batalla, y afianzándose en Dundalk rechazó ser atraído más allá del círculo de sus defensas. Poco después apareció la pestilencia, y cuando se retiraba a sus cuarteles de invierno en el Úlster, sus fuerzas estaban más destrozadas que si hubieran sufrido una severa derrota.
Su conducta fue criticada en los mal informados cuarteles, pero los hechos justificaron su inactividad, y dio un ejemplo llamativo de su espíritu generoso poniendo a disposición de Guillermo III de Inglaterra 100.000 francos para fines militares que recientemente le habían sido concedidos. En primavera empezó la campaña con la captura de Charlemont, pero no realizó ningún avance hacia el sur hasta la llegada de Guillermo. En la batalla del Boyne (1 de julio de 1690) Schomberg se opuso a la intención de Guillermo de cruzar el río frente al ejército contrario. En la batalla él mandó el centro, y mientras cabalgaba a través del río sin su coraza para reunir a sus hombres, fue rodeado por caballeros irlandeses y batido al momento. Fue enterrado en la catedral de San Patricio, en Dublín, donde hay un monumento dedicado a él, erigido en 1731, con una inscripción en latín de Jonathan Swift.
Su hijo mayor, Charles Schomberg, el segundo duque en la nobleza inglesa, murió en 1693 de las heridas que recibió en la Batalla de Marsaglia.